# Cumulopuntia subterranea
Cumulopuntia subterranea ist eine Pflanzenart in der Gattung Maihueniopsis aus der Familie der Kakteengewächse (Cactaceae). Das Artepitheton subterranea stammt aus dem Lateinischen, bedeutet ‚unterirdisch‘ und verweist auf die fast vollständig unterirdisch wachsenden Triebe der Art.

## Beschreibung
Cumulopuntia subterranea wächst zwergig und ist mehrheitlich in den Boden eingesenkt, so dass nur die Triebspitzen bis etwa 1 Zentimeter herausragen. Es wird eine massive, fleischige Pfahlwurzel ausgebildet. Die länglichen oder fast kugelförmigen, drehrunden Triebabschnitte sind einfach oder bilden ein bis zwei Seitentriebe aus. Die winzigen Glochiden sind nur an den unteren Areolen der Triebabschnitte vorhanden. Die bis zu 10 Dornen liegen kammförmig an der Trieboberfläche an und sind bis zu 2 Millimeter lang.
Die bräunlichen (?) bis dunkelrosafarbenen bis hellrosafarbenen oder weißen Blüten weisen eine Länge von bis zu 3 Zentimeter auf. Ihr Perikarpell ist mit einigen Schuppen mit wenigen Haaren und Borsten besetzt. Die auftrocknenden Früchte sind kugelförmig.

## Verbreitung, Systematik und Gefährdung
Cumulopuntia subterranea ist im bolivianischen Departamento Potosí sowie der argentinischen Provinz Jujuy in der Puna-Vegetation der Hochanden an ebenen Stellen in Höhenlagen von 3000 bis 3600 Metern verbreitet.
Die Erstbeschreibung als Opuntia subterranea  erfolgte 1905 durch Robert Elias Fries. Friedrich Ritter stellte die Art 1980 in die Gattung Cumulopuntia. Weitere nomenklatorische Synonyme sind Pseudotephrocactus subterraneus Kreuz. (1935), Tephrocactus subterraneus (R.E.Fr.) Backeb. (1936), Puna subterranea (R.E.Fr.) R.Kiesling (1982) und Maihueniopsis subterranea (R.E.Fr.) E.F.Anderson (1999).
In der Roten Liste gefährdeter Arten der IUCN wird die Art als „Least Concern (LC)“, d. h. als nicht gefährdet geführt. Die zukünftige Entwicklung der Populationen ist unbekannt.

## Nachweise